# Adam Johansson
Adam Johansson - nascido em Gotemburgo, em 21 de fevereiro de 1983 - foi um futebolista sueco que jogou como lateral-direito.
Defendeu as cores do IFK Göteborg (Gotemburgo) e do Seattle Sounders (Seattle).
Esteve na seleção sueca em 2009-2013.